# Rob Letterman
Robert Thomas Letterman (Honolulu, 31 ottobre 1970) è un regista statunitense.

## Biografia
Nel 1999 ha diretto il cortometraggio di animazione Los Gringos che ha portato al Sundance Film Festival l'anno successivo.
Nel 2004 ha firmato, assieme a Bibo Bergeron e Vicky Jenson, la regia di Shark Tale, prodotto dalla DreamWorks Animation e presentato come evento speciale alla 61ª Mostra internazionale d'arte cinematografica di Venezia. Il film è stato candidato nel 2005 agli Oscar al miglior film d'animazione, vinti però da Gli Incredibili. Per la sceneggiatura, scritta assieme a Michael J. Wilson è stato candidato agli Annie Awards.
Nel 2009 ha diretto, sempre per la DreamWorks, Mostri contro alieni assieme a Conrad Vernon. Uscito del 2009 è stato il primo film a essere prodotto, e non semplicemente convertito, in computer grafica 3D.
Per il 2010 realizza I fantastici viaggi di Gulliver, film non d'animazione con protagonista Jack Black.

## Filmografia
- Los Gringos (1999) - Cortometraggio
- Shark Tale, co-regia con Eric Bergeron e Vicky Jenson (2004)
- Club Oscar, co-regia con Eric Bergeron e Vicky Jenson (2005) - Cortometraggio
- Mostri contro alieni (Monsters vs. Aliens), co-regia con Conrad Vernon IV (2009)
- I fantastici viaggi di Gulliver (Gulliver's Travels) (2010)
- Piccoli brividi (Goosebumps) (2015)
- Pokémon: Detective Pikachu (2019)
- Piccoli brividi (Goosebumps) (2023) - Serie televisiva